# 辽东新报
《辽东新报》是日本人在大连最早创刊的一个日语新闻，创刊于1905年10月25日。

## 历史
1905年5月，新闻《日本》的前编辑长末永纯一郎到达了大连，向大连军政当局申请了新闻发刊的要求。五个月后的10月25日，创刊了《辽东新报》。刚开始时，一周只有两次发行，但从1906年1月1日开始隔日发行。同年4月3日，内容改成4页日语新闻2页中文新闻。1908年，独立做了全汉语的汉字新闻《泰东日报》，《辽东新闻》内容改成6页的日语新闻。1912年10月，扩张到8页的新闻。
创刊当时，《辽东新报》是大连唯一的日语言论机关，虽然是末永纯一郎的个人经营，但被给予关东都督府的机关报纸的地位。
1907年4月满铁的总社搬迁到了大连，开始交涉收买《辽东新报》的问题，但是《辽东新报》拒绝合并。最终满铁创刊《满洲日日新闻》。
满铁的机关报《满洲日日新闻》创刊于1907年11月3日。《满洲日日新闻》渐渐代替《辽东新报》起关东都督府公报的作用。因此，《辽东新报》开始很明显地体现出民间新闻的立场，和《满洲日日新闻》对抗。《辽东新报》和《满洲日日新闻》都是晨报。
从明治时代末到大正时代初，两个报纸都只有发行了大约3000部。后来，由第一次世界大战的景气，来大陆的日本人增加，并且内地经济变好，新闻广告的需求有所提高，于是这两个报纸的数量越来越增加。发行范围扩展到中国各地、日本内地、朝鲜及台湾。
1913年末，创刊者末永纯一郎暴毙。
到1922年1月1日为止，《辽东新报》发布了36，990部。
1927年10月末，当时《辽东新报》的社长大来修治同意了和《满洲日日新闻》合并。1927年11月1日，实行合并，《辽东新闻》和《满洲日日新闻》改名为《满洲日报》。

## 创办人简介
末永纯一郎（1867~1913）1867年4月6日出生，是一名日本记者。纯一郎作为旧福冈藩士的国学家同是也是诗歌家末永茂世的长子。弟弟是政治运动家末永节。末永纯一郎从小学习国学和汉学，1883年前往东京在杉浦重刚门下学习。1887年考进了东京帝国大学法科大学。1889年在名为《日本》的新闻报社工作。日清战争时成为了一名战争记者，作出了不少贡献。
1898年山县有朋计划对新闻报纸加税，末永纯一郎和他的朋友们展开了对此的反对，成功阻碍了山县有朋的计划。
1900年当上了《东邦协会》的干部，和梁启超、康有为、孙文、黄兴结交，开始支持他们的活动。他同时也在东亚同文会、对俄同志会有活动。1905年他到达了满洲大连创刊《辽东新闻》，《辽东新闻》是一个同时存在日语和汉语两种语言的报刊，促进了中日关系。1913年12月31日去世。
末永纯一郎去世之后，《辽东新报》由他的弟弟末永节进行运营